# 黄梨木
黄梨木（学名：Boniodendron minus）为无患子科黄梨木属下的一个种。其种加词“minus”意为“较小的”、“较少的”。
现接受名为黄梨木（Sinoradlkofera minor (Hemsl.) F.G.Mey., 1977)。